# Sex Pistols
Sex Pistols – zespół rockowy utworzony w 1975 roku w Londynie, który jest uważany za inicjatora ruchu punk i muzyki punkrockowej w Wielkiej Brytanii, a w następstwie rozwoju muzyki alternatywnej.

## Wstęp
Jego pierwszy okres działalności trwał niecałe dwa i pół roku. W tym czasie muzycy nagrali cztery single i album, uważany za jeden z najbardziej wpływowych w dalszym rozwoju muzyki rockowej (i nie tylko). Przez całą karierę, która trwa do dziś (z krótkimi lub długimi przerwami), zespół tworzy czterech muzyków: wokalista Johnny Rotten, gitarzysta Steve Jones, basista Glen Matlock (w latach 1977–1978 zastępowany przez Sida Viciousa) oraz perkusista Paul Cook. Sex Pistols pod opieką menedżera Malcolma McLarena wywołali wiele kontrowersji (m.in. wywiad z Billem Grundym oraz singel „God Save the Queen”) i spowodowali duże zamieszanie w kulturze brytyjskiej. Ich koncerty, które wielokrotnie stwarzały trudności organizatorom i władzom publicznym, często kończyły się zamieszkami.
W styczniu 1978 pod koniec burzliwego tournée po Stanach Zjednoczonych Rotten opuścił zespół i ogłosił jego koniec. Pomimo tego pozostali członkowie: Jones, Vicious, Cook oraz menedżer McLaren, kontynuowali działalność, aż do zakończenia prac nad biograficznym filmem The Great Rock’n’Roll Swindle (1980, reż. Julien Temple). W lutym 1979 Vicious zmarł w wyniku przedawkowania heroiny. Cisza potrwała do 1996 roku, kiedy muzycy reaktywowali Sex Pistols w oryginalnym składzie (Rotten, Jones, Matlock, Cook), aby zagrać światową trasę „Filthy Lucre Tour”. Po jej zakończeniu zespół ponownie zrobił przerwę, a od 2002 nadal sporadycznie występuje na żywo. W 2006 grupa została wprowadzona do Rock and Roll Hall of Fame, mimo że odmówili swojego udziału w ceremonii.

## Historia

### 1973–1975: Początki

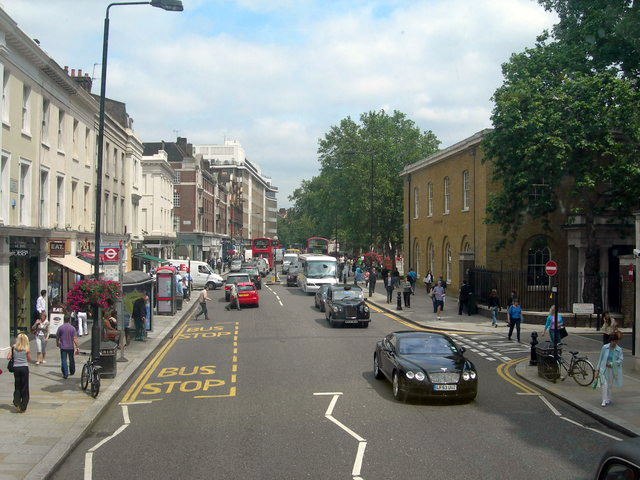
King’s Road w Londynie

Początki Sex Pistols sięgają roku 1973, kiedy w Londynie powstał zespół The Strand (czasem używający nazwy The Swankers), założony przez trzech nastolatków, wywodzących się z klasy robotniczej: wokalisty Steve’a Jonesa, gitarzysty Wally’ego Nightingale oraz perkusisty Paula Cooka. Skład uzupełniali: Jim Mackin grający na klawiszach i Stephen Hayes na gitarze basowej (zastąpiony później przez Dela Nunesa). Muzycy byli stałymi bywalcami sklepów (na King’s Road w zachodnim Londynie): „Acme Attractions” Dona Lettsa oraz „Too Fast to Live, Too Young to Die” prowadzonego przez Malcolma McLarena do spółki z Vivienne Westwood.
McLaren i Westwood otworzyli sklep w 1971 roku pod nazwą „Let It Rock”, który skupiał członków Tedy Boy – subkultury wywodzącej się z lat 50. Z upływem czasu (w zależności od panującej wówczas mody) nazwa sklepu ulegała zmianie: najpierw z „Let It Rock” na „Too Fast to Live, Too Young to Die”, a w 1975 na „SEX”. W połowie lat 70. to miejsce stało się centralnym punktem spotkań ludzi, którzy nieco później byli głównymi uczestnikami rewolty punkowej w Londynie. Często przychodzili tam m.in. Sid Vicious, Gene October oraz Marco Pirroni.
Na początku 1974 Steve Jones zwrócił się do McLarena o pomoc finansową dla The Strand. McLaren przystał na to, opłacając wynajem miejsca prób. Glen Matlock, który wówczas pracował w „Too Fast to Live, Too Young to Die” jako sprzedawca, został nowym basistą zespołu (na miejsce Nunesa). W listopadzie McLaren wyjechał na kilka miesięcy do Nowego Jorku, gdzie przez pewien czas sprawował opiekę menedżerską nad zespołem New York Dolls. Tam zafascynował się nowo powstającą sceną muzyczną i ludźmi z nią związanymi. Szczególnie do gustu przypadły mu: wygląd i radykalna postawa Richarda Hella (wówczas w Television). Po powrocie do Londynu w maju 1975 postanowił osobiście zająć się karierą The Strand (The Swankers). Na jego polecenie usunięto z zespołu Nightingale’a, a za gitarę chwycił Jones. Rozpoczęto także poszukiwania nowego wokalisty. Na liście kandydatów branych pod uwagę pojawiło się nazwisko m.in. Midge’a Ure’a.

### 1975: Johnny Rotten
W sierpniu 1975 Bernard Rhodes – ówczesny współpracownik McLarena (późniejszy menedżer The Clash) – spotkał spacerującego po King’s Road Johna Lydona. Lydon wyróżniał się z tłumu przede wszystkim swoim wyglądem: miał zielone włosy i nosił poszarpany T-shirt zespołu Pink Floyd z ręcznie domalowanym dopiskiem „I Hate”. Po krótkiej rozmowie umówili się na wieczorne spotkanie w pobliskim pubie, na którym stawili się również Jones i Cook. Po paru piwach przenieśli się do „SEX”, gdzie urządzono przesłuchanie. Lydon zaimprowizował do piosenki „I’m Eighteen” Alice’a Coopera puszczonej z szafy grającej. Pomimo że wszyscy pokładali się ze śmiechu, McLaren zdołał przekonać Jonesa, Matlocka i Cooka, aby zaczęli odbywać z nim próby.
John Lydon z powodu fatalnego stanu uzębienia dostał od Jonesa przezwisko „Johnny Rotten”, a sam zespół przyjął nową nazwę: Sex Pistols. We wrześniu McLaren wynajął i opłacił salę prób, i w tym składzie muzycy zabrali się za tworzenie materiału. Pracą nad tekstami zajął się Rotten, natomiast muzyką Matlock, chociaż oficjalnie wszyscy podpisywali się pod utworami.
Pierwszy występ publiczny Sex Pistols miał miejsce 6 listopada 1975 w Saint Martins College w Londynie (Matlock był wówczas uczniem tej szkoły) u boku zespołu Adama Anta, Bazooka Joe. Zespół wykonał kilka coverów, m.in.: „Substitute” The Who, „Whatcha Gonna Do About It” Small Faces i „(I’m Not Your) Steppin’ Stone” The Monkees, po czym ktoś z Bazooka Joe odłączył im prąd. Impreza zakończyła się bójką pomiędzy muzykami obu zespołów.

### 1976:Anarchy in the U.K.
Po występie w Saint Martins College nastąpiły kolejne w Londynie i jego okolicach. Zespół zyskał wówczas swoich pierwszych fanów, którzy niewiele później tworzyli zwartą grupę zwaną „Bromley Contingent” (nazwa wymyślona przez dziennikarkę Caroline Coon), biorącą udział w jego koncertach. Z tej grupy wywodzili się później ludzie, którzy wywarli duży wpływ na tworzenie się sceny punkrockowej w Wielkiej Brytanii m.in.: Siouxsie Sioux, Billy Idol i Shane MacGowan.
Pierwszy koncert, który przykuł szerszą uwagę zarówno mediów, jak i publiczności, odbył się 12 lutego 1976 roku w londyńskim klubie „The Marquee”, któremu towarzyszyło małe zamieszanie (m.in. krzesła latające w powietrzu). Recenzja występu ukazała się w „NME” wraz z krótkim wywiadem, w którym Steve Jones stwierdził: „...właściwie, to nie jesteśmy od grania, jesteśmy od chaosu”. Wśród tych, którzy przeczytali artykuł, było dwóch studentów Bolton Institute of Technology w Manchesterze: Howard Devoto i Pete Shelley. Przybyli oni do Londynu, aby obejrzeć występ Sex Pistols na żywo. Po powrocie do Manchesteru utworzyli własny zespół Buzzcocks. Devoto później powtarzał: „Moje życie uległo zmianie w chwili, kiedy po raz pierwszy zobaczyłem Sex Pistols”.
30 marca zespół po raz pierwszy wystąpił w 100 Club na Oxford Street, a 4 kwietnia w klubie „Nashville” jako support The 101’ers. Lider The 101’ers Joe Strummer ujrzawszy po raz pierwszy Sex Pistols, stwierdził, że muzyka prezentowana przez ten zespół ma przyszłość. 23 kwietnia Sex Pistols zagrali tam ponownie, przy czym koncert zakończył się bójką wśród publiczności, wywołaną częściowo przez samych muzyków. W efekcie tych zajść, kluby „Nashville” i „Marquee” nie chciały ich więcej gościć u siebie.
Od 11 maja w każdy wtorek przez następne cztery tygodnie zespół występował w „100 Club”. Później objeździł małe miejscowości na północy Anglii oraz zarejestrował w studiu swoje pierwsze nagrania (z Chrisem Speddingiem w roli producenta). 4 czerwca Sex Pistols zagrali swój pierwszy koncert we Free Trade Hall w Manchesterze (zorganizowany przez Devoto i Shelleya) po którym wystąpił wielki boom punkrocka w tym mieście (m.in. Buzzcocks, The Drones czy Warsaw – późniejszy Joy Division).
3 września zespół dał swój pierwszy zagraniczny koncert. Wystąpił podczas otwarcia dyskoteki Chalet du Lac w Paryżu. Następnego dnia Sex Pistols po raz pierwszy zostali pokazani w brytyjskiej telewizji: w programie Tony’ego Wilsona So It Goes – wyemitowano utwór „Anarchy in the U.K.”. 13 września muzycy rozpoczęli trasę po Wielkiej Brytanii, która objęła m.in. 100 Club Punk Festival w Londynie.
8 października Sex Pistols podpisali dwuletni kontrakt z przedsiębiorstwem EMI. Przystąpiono do nagrań pod producencką opieką Dave’a Goodmana. Efekt sesji nagraniowej nie przypadł do gustu decydentom z EMI i z ich strony zapadła decyzja o zmianie producenta. Na miejsce Goodmana zaangażowano Chrisa Thomasa, który współpracował wcześniej z Roxy Music i, jak na ironię, z Pink Floyd. 26 listopada ukazał się pierwszy singel zespołu, „Anarchy in the U.K.”. Oprócz piosenki tytułowej płytka zawierała także utwór „I Wanna Be Me” pochodzący z sesji jeszcze z Goodmanem. Anarchy in The U.K. nie był pierwszym punkrockowym singlem w Wielkiej Brytanii, wcześniej swoje debiutanckie single zdążyli wydać The Damned („New Rose”) i The Vibrators („We Vibrate”).
1 grudnia muzycy Sex Pistols wraz z kilkoma osobami z Contingent Bromley (m.in. Siouxsie Sioux) zostali zaproszeni do udziału w programie „Today” telewizji Thames, emitowanego na żywo. W trakcie wywiadu gospodarz programu Bill Grundy (będący pod wpływem alkoholu) prowokacyjnie zachęcał swoich gości do niecenzuralnych wypowiedzi. Na domiar złego wdał się w krótki flirt słowny z Siouxie, za co został obrzucony przez Steve’a Jonesa najgorszymi wyzwiskami („You dirty sod”, „You dirty old man”, „You dirty bastard”, „You dirty fucker”). Pomimo że program był nadawany tylko w Londynie i jego okolicach, zespół w ciągu kilku dni znalazł się na pierwszych stronach gazet w całym kraju, a Grundy został zawieszony w pracy. Choć telewizja Thame przywróciła go później, incydent z Sex Pistols skutecznie zakończył jego karierę (zmarł w 1993 roku).
Wywiad z Grundym rozsławił Sex Pistols na cały kraj. W grudniu zorganizowano trasę „Anarchy Tour”, w której udział wzięli również The Clash, The Damned i zespół Johnny’ego Thundersa (ex New York Dolls) The Heartbreakers. Z zaplanowanych ok. 20 koncertów, odbyło się tylko ok. 7. Związane to było z bojkotem ze strony organizatorów i władz.

### 1977: Sid Vicious,God Save the Queen,Pretty Vacant,Holidays in the Sun,Never Mind the Bollocks
4 stycznia 1977 zespół udał się na trzy koncerty do Holandii. Jeszcze przed odlotem na lotnisku Heathrow doszło do niejasnego incydentu. Według gazety „Evening News”, któryś z członków zespołu miał tam zwymiotować. Po tym zdarzeniu kierownictwo EMI podjęło decyzję o zerwaniu umowy z zespołem.
Koncerty w Holandii okazały się również ostatnimi występami Glena Matlocka w Sex Pistols. W lutym opuścił szeregi zespołu (Rotten i Jones twierdzą, że został wyrzucony). Na jego miejsce zaangażowano Sida Viciousa, który był kolegą Rottena i określał się mianem „największego fana Sex Pistols”. Wcześniej udzielał się w dwóch zespołach: jako wokalista w The Flowers of Romance oraz jako perkusista w Siouxsie and the Banshees. Jemu również przypisywane jest „autorstwo” tańca pogo (w 100 Club). Vicious, który nie miał żadnego doświadczenia jako gitarzysta basowy, został zaakceptowany przez McLarena tylko i wyłącznie ze względu na wizerunek i opinię zadymiarza. Jeszcze zanim dołączył do zespołu, wszczynał bójki na koncertach Sex Pistols. Podczas „100 Club Punk Festival” rozbił butelkę o ścianę – odłamki szkła uszkodziły oko dziewczynie stojącej obok, za co został później aresztowany. Innym razem pobił łańcuchem rowerowym dziennikarza NME Nicka Kenta, który pisał nieprzychylnie o zespole.
10 marca odbyła się (z udziałem mediów) przed Pałacem Buckingham w Londynie publiczna ceremonia podpisania kontraktu przez członków Sex Pistols z przedsiębiorstwem A&M (w rzeczywistości zawarcie umowy miało miejsce dzień wcześniej w bardziej kameralnych warunkach). Po ceremonii zespół udał się do siedziby A&M, gdzie pijani muzycy swoim zachowaniem obrazili pracowników przedsiębiorstwa. Kilka dni później ktoś z otoczenia zespołu groził śmiercią osobie związanej z radą nadzorczą A&M. Po tygodniu współpracy z Sex Pistols przedsiębiorstwo zadecydowało o zerwaniu umowy z muzykami, a 25.000 egzemplarzy wytłoczonych płyt singla God Save the Queen zostało przeznaczonych do zniszczenia.
28 marca Sid Vicious zagrał swój pierwszy występ z zespołem w londyńskim Notre Dame Hall. Miesiąc później Sex Pistols podpisali następny kontrakt – tym razem z Virgin Records. 27 maja ukazał się singel God Save the Queen, który swoim obrazoburczym tekstem wywołał powszechne oburzenie. Kilka dużych przedsiębiorstw odmówiło jego dystrybucji, a BBC oraz kilka innych niezależnych stacji radiowych zakazało emisji tego utworu na swojej antenie. Data premiery singla została przez Virgin Records dokładnie zsynchronizowana z datą uroczystości obchodów Srebrnego Jubileuszu panowania brytyjskiej królowej Elżbiety II. W jubileuszowy weekend sprzedało się ponad 150.000 egzemplarzy płytki, co było ogromnym sukcesem. Z tej okazji 7 czerwca McLaren i przedsiębiorstwo Virgin Records postanowili urządzić imprezę z udziałem Sex Pistols, która miała się odbyć na płynącym Tamizą statku rzecznym „Queen Elizabeth”. Kiedy przedsięwzięcie dwa dni później doszło do skutku, a z mijającej Pałac Westminsterski „Queen Elizabeth” popłynęły na żywo pierwsze takty „God Save the Queen”, natychmiast zjawiły się łodzie policyjne, które odholowały statek do portu, a wszystkich uczestników imprezy zatrzymano.
W tym okresie zespół i jego otoczenie stali się obiektami ataków: Rotten został zraniony nożem w pobliżu pubu „Pegasus” w Islington, a trzy dni później zostali pobici Paul Cook i Jamie Reid (grafik – autor logo nazwy zespołu, a także okładek płyt i singli). Z tego powodu zaplanowana na koniec czerwca trasa po Skandynawii (m.in. Oslo, Trondheim i Sztokholm) doszła do skutku dopiero w lipcu. W sierpniu, po powrocie do kraju, Sex Pistols zagrali szereg koncertów pod kryptonimem SPOTS – Sex Pistols On Tour Secretly, aby uniknąć ich odwołań (w tym czasie w Wielkiej Brytanii trwała wielka nagonka na zespół).
Od wiosny 1977 Rotten, Jones i Cook pracowali w studiu Wessex w Londynie (z krótszymi bądź dłuższymi przerwami) z producentem Chrisem Thomasem nad nagraniami na debiutancki album. Początkowo płyta miała nosić nazwę God Save the Sex Pistols, ale już latem było wiadome, że tytuł będzie brzmiał Never Mind the Bollocks. Sid Vicious ze względu na słabe umiejętności instrumentalne, miał zostać na czas sesji zastąpiony przez Glena Matlocka. Ostatecznie jednak stanęło na tym, że prawie wszystkie ścieżki basowe w piosenkach nagrał Steve Jones (Vicious prawdopodobnie tylko w „Bodies”).
W lecie i na jesieni ukazały się kolejne single promujące płytę: „Pretty Vacant” (1 lipca) i „Holidays in the Sun” (14 października). 28 października ukazał się album Never Mind the Bollocks, Here’s the Sex Pistols. Magazyn „Rolling Stone” określił go jako „najciekawszą płytę lat siedemdziesiątych”, zagraną z energią i przekonaniem. Inni krytycy byli z kolei rozczarowani, że album zawiera wszystkie wcześniejsze single tytułowe i uznali go za pewnego rodzaju „Greatest Hits”. Utwory: „Bodies” (w którym słowo „fuck” pojawia się pięć razy), „God Save the Queen” (wcześniej cenzurowany w mediach) oraz tytuł płyty (Never Mind the Bollocks) stały się przyczyną kolejnego bojkotu – większe sklepy (pokroju Boots, WH Smith czy Woolworth’s) odmówiły przyjęcia albumu na swoje półki. Pomimo tego Never Mind the Bollocks i tak sobie nieźle radził, zajmując czołowe miejsca w rankingach sprzedaży.
Pod koniec roku, od koncertów w Holandii, zespół rozpoczął międzynarodową trasę „Never Mind the Bans”. Z ośmiu zaplanowanych grudniowych występów w Wielkiej Brytanii odbyły się tylko cztery, reszta została odwołana m.in. z powodu nacisków politycznych. W Boże Narodzenie Sex Pistols zagrali dwukrotnie w Ivanhoe w Huddersfield: przed południem wystąpili na imprezie zorganizowanej dla dzieci strajkujących strażaków, a wieczorem na regularnym koncercie. Były to ostatnie brytyjskie koncerty w pierwszym okresie działalności zespołu.

### 1978: Trasa po U.S.A. i rozpad zespołu.
W styczniu 1978 Sex Pistols rozpoczęli tournée po USA, szczególnie po jego południowej części. Jej początek pierwotnie planowano tuż przed końcem roku, lecz termin został przesunięty wskutek problemów z uzyskaniem amerykańskiej wizy dla muzyków, którzy wcześniej byli wielokrotnie notowani.
Przebieg trasy był chaotyczny, głównie za sprawą samych muzyków, a szczególnie basisty zespołu – Sida Viciousa, który w tym czasie był silnie uzależniony od heroiny. Już na samym początku znalazł się w szpitalu po tym, jak wyciął sobie brzytwą na klatce piersiowej słowa: „Gimme a fix”. Podczas koncertu w San Antonio (Teksas) nazwał fanów: „zgrają fiutów” („a bunch of faggots”) i uderzył gitarą w głowę mężczyznę, który próbował wdrapać się na scenę. W Baton Rouge (Luizjana) symulował na scenie seks oralny, natomiast w Dallas dostał pełną puszką piwa w twarz od dziewczyny z widowni i do końca występu grał brocząc krwią.
Rotten, który w tym czasie cierpiał z powodu grypy, był zażenowany zachowaniem Viciousa i jednocześnie czuł się coraz bardziej odizolowany od Jonesa i Cooka (był w konflikcie z McLarenem, którego stronę trzymali Cook i Jones). Koncert Sex Pistols w Winterland Ballroom w San Francisco 14 stycznia 1978 okazał się ostatnim.
17 stycznia muzycy oddzielnie udali się do Los Angeles – McLaren, Cook i Jones zaczęli przygotowania do wyjazdu do Rio de Janeiro, natomiast Vicious, który znajdował się złym stanie, został zabrany przez znajomego do Nowego Jorku, gdzie natychmiast został hospitalizowany. Rotten również udał się do Nowego Jorku i 18 stycznia w wywiadzie dla prasy ogłosił koniec Sex Pistols. Później wyjechał na Jamajkę, gdzie spotkał się z szefem Virgin Records Richardem Bransonem, który próbował bez skutku załatwić mu posadę wokalisty w zespole Devo.
Po odejściu Johnny’ego Rottena – Cook, Jones i Vicious więcej razem nie zagrali. W ciągu kilku następnych miesięcy McLaren zlecił nagrania nowych utworów w Brazylii (Jones i Cook), Paryżu (Vicious) oraz w Londynie. Nagrywane utwory stały się później częścią ścieżki dźwiękowej w biograficznym filmie jego autorstwa pt. The Great Rock ’n’ Roll Swindle (reż. Julien Temple).
30 czerwca ukazał się singel „No One Is Innocent”, który zawierał dwie nowe piosenki: tytułową, zaśpiewaną przez ukrywającego się w Brazylii Ronniego Biggsa (uczestnika napadu stulecia), oraz „My Way” (autorstwa Paula Anki, spopularyzowaną przez Franka Sinatrę), zaśpiewaną przez Sida Viciousa.
W sierpniu Vicious nagrał w Londynie dodatkowo (po raz ostatni pod nazwą Sex Pistols) dwa covery Eddiego Cochrana: „Something Else” i „C’mon Everybody”.

### 1978–1980: Koniec
Latem 1978 Johnny Rotten (już jako John Lydon) wraz z Keithem Levene’em (ex – The Clash) i szkolnym kolegą Jahem Wobble’em utworzył zespół Public Image Ltd, z którym występował do 1992.
Vicious po powrocie do Nowego Jorku (wrzesień) kontynuował karierę, występując solowo (towarzyszyli mu m.in. Arthur Kane i Jerry Nolan, byli członkowie New York Dolls). W październiku został aresztowany i oskarżony o zamordowanie swojej dziewczyny Nancy Spungen. Wkrótce został zwolniony z więzienia za kaucją, którą wpłacił McLaren. W grudniu ponownie trafił do aresztu za pobicie Todda Smitha (brata Patti Smith). 9 grudnia został osadzony w nowojorskim więzieniu Rikers Island, gdzie jako uzależniony od narkotyków został skierowany na leczenie. Wolność odzyskał po 55 dniach 1 lutego 1979. Zmarł dzień później po przedawkowaniu heroiny.
7 lutego w Londynie Johnny Rotten (John Lydon) złożył pozew do sądu przeciwko McLarenowi, zarzucając mu defraudację pieniędzy zarobionych przez Sex Pistols. Jones i Cook początkowo opowiedzieli się po stronie McLarena i działo się tak, dopóki nie zostały przedstawione przed sądem dowody, które ujawniły, że wszystkie pieniądze zarobione przez zespół zostały utopione przez menedżera w projekcie filmowym (The Great Rock ’n’ Roll Swindle). 14 lutego decyzją sądu McLaren został pozbawiony kontroli i praw nad powstającym filmem – wszystko zostało przekazane byłym członkom zespołu.
24 lutego została wydana płyta The Great Rock ’n’ Roll Swindle, która stanowiła ścieżkę dźwiękową nieukończonego jeszcze wówczas filmu (film miał swoją premierę w 1980 r.). Na płytę weszły piosenki z różnego okresu działalności, śpiewane przez Rottena, Jonesa, Cooka, Viciousa, Biggsa, McLarena, a także Tenpole’a Tudora (który był rozpatrywany jako następca Rottena).
21 listopada 1980 ukazał się ostatni singel sygnowany nazwą Sex Pistols: „Black Leather”, który został nagrany przez Jonesa i Cooka latem 1978.
Jones i Cook w latach 1980–1982 tworzyli zespół The Professionals. Jones w drugiej połowie lat 80. nagrał z Iggym Popem kilka płyt, a także dwa albumy autorskie. Cook udzielał się m.in. w Bow Wow Wow, później towarzyszył Edwynowi Collinsowi w nagraniach i koncertach.
Matlock po odejściu z Sex Pistols założył zespół Rich Kids, z którym grał do r. 1979. Później zagrał na płytach m.in. Iggy’ego Popa i Joan Jett. W 1990 opublikował wspomnienia „I Was a Teenage Sex Pistol”.

### Od 1996: Powrót

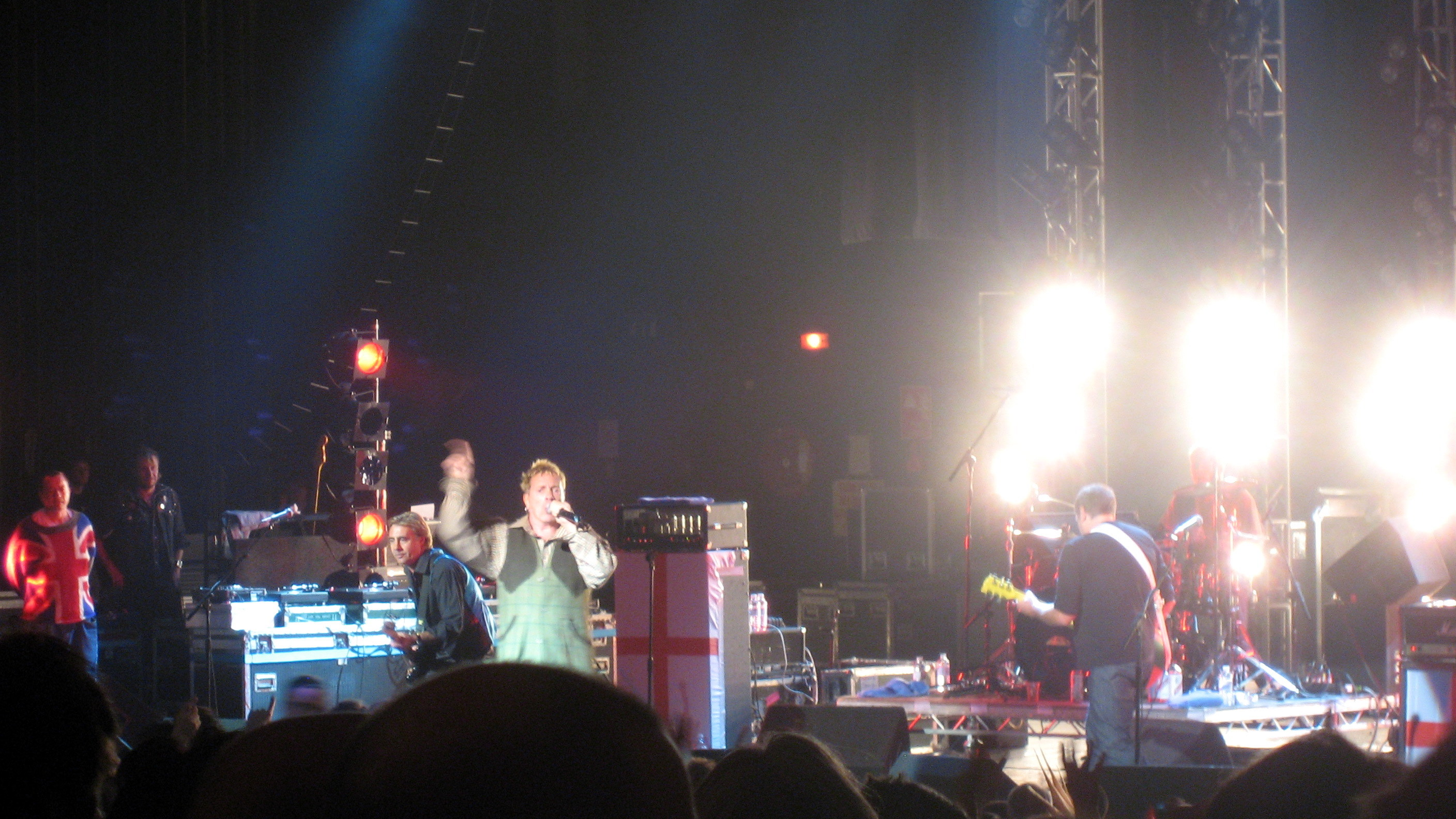
Sex Pistols (2007)

W 1996 doszło do reaktywacji zespołu w składzie Lydon, Jones, Matlock, Cook. Zespół zagrał w tym czasie światową trasę „Filthy Lucre Tour”, obejmującą Europę, Amerykę Północną i Południową, a także Australię i Japonię. 29 lipca ukazała się płyta koncertowa Filthy Lucre Live nagrana miesiąc wcześniej podczas występu w Londynie.
20 stycznia 2000 miała miejsce premiera kolejnego biograficznego filmu o zespole Sex Pistols: Wściekłość i brud (reż. Julien Temple).
W 2002 roku (Złoty Jubileusz panowania królowej Elżbiety II) Sex Pistols zagrali w londyńskim Crystal Palace National Sports Centre. W 2003 wzięli udział w trwającej trzy tygodnie trasie po Ameryce Płn. („Piss Off Tour”).
W listopadzie 2006 zespół został wprowadzony do Rock and Roll Hall of Fame. Obok nazwisk żyjących członków zespołu umieszczono tam także nazwisko Sida Viciousa. Muzycy Sex Pistols nie pojawili się na uroczystości (Jones stwierdził: „...miejsce w Rock and Roll Hall of Fame nie jest miejscem ustanowionym głosami fanów, jest miejscem ustanowionym przez ludzi, którzy zostali tam wcześniej wprowadzeni”).
W listopadzie 2007 zespół wznowił działalność koncertową. W 2008 zagrał serię koncertów w Europie w ramach „Combine Harvester Tour”. W sierpniu wystąpił m.in. na Sziget Festival w Budapeszcie oraz na Open’er Festival w Gdyni.

## Muzycy
- Johnny Rotten – wokal (1975–1978, 1996, 2002−2003)
- Steve Jones – gitara, wokal (1975–1978, 1996, 2002−2003)
- Glen Matlock – gitara basowa (1975–1977, 1996, 2002−2003)
- Paul Cook – perkusja (1975–1978, 1996, 2002−2003)
- Sid Vicious – gitara basowa, wokal (1977–1978)

## Dyskografia
- Never Mind the Bollocks, Here’s the Sex Pistols (Virgin Records, 1977)
- The Great Rock ’n’ Roll Swindle (Virgin Records, 1979)
- Some Product: Carri on Sex Pistols (Virgin Records, 1979)
- Flogging a Dead Horse (Virgin Records, 1980)

## Filmografia
- The Great Rock ’n’ Roll Swindle (1980, reż. Julien Temple)
- Sid i Nancy (1986, reż. Alex Cox(inne języki))
- Sex Pistols: Wściekłość i brud (2000, reż. Julien Temple)